# Tiszavasvári kistérség
A Tiszavasvári kistérség Szabolcs-Szatmár-Bereg megyében található, központja Tiszavasvári.

## Települései
- Rakamaz
- Szabolcs
- Szorgalmatos
- Timár
- Tiszadada
- Tiszadob
- Tiszaeszlár
- Tiszalök
- Tiszanagyfalu
- Tiszavasvári